# Haridwar
Haridwar es una ciudad santa y un municipio del distrito de Haridwar en el estado de Uttarakhand (India). Se encuentra a 10 km al sur de la ciudad de Rishikesh, a 140 km al sureste de la ciudad de Chandighar y a 200 km al noreste de la ciudad de Nueva Delhi (capital de India). También se puede ver escrito Hardwar. En letra devanagari (utilizado tanto en hindi como en sánscrito) se escribe हरिद्वार. En el sistema AITS (alfabeto internacional de transliteración sánscrita) se escribe haridvāra

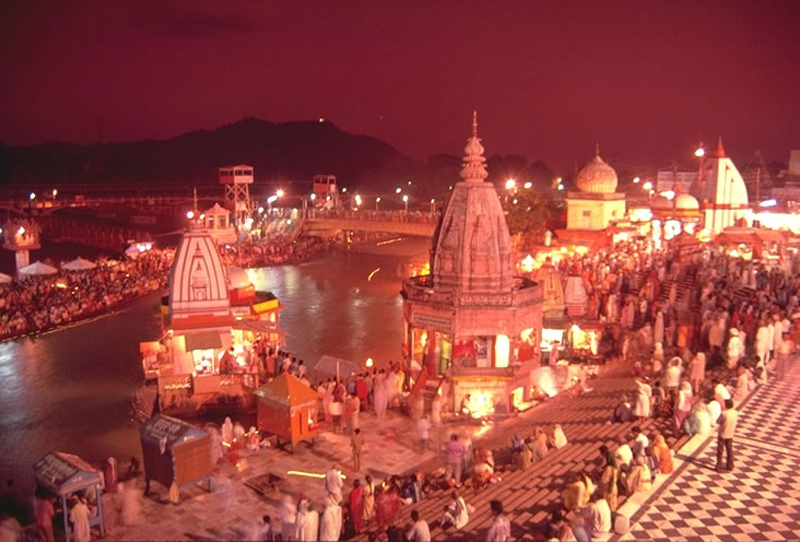
Vista nocturna de Haridwar

En hindi y sánscrito significa ‘dwar de Jarí’ o ‘puerta de Dios’ (siendo hari: ‘dios’ y dvāra: ‘puerta’).
Según el Rudra-iámala, esta puerta conducía hacia Vaikuntha (la morada del dios Visnú). Los hinduistas consideran que Haridwar es uno de los siete lugares más sagrados de la India. El río Ganges —después de viajar 253 km desde su fuente en Gaumukh (a 3139 m s. n. m., en el borde del glaciar Gangotri)— entra en la llanura indogangética del norte de la India a la altura de Haridwar, y este hecho es el que le da su antiguo nombre a la ciudad, Gangā Dwāra (‘la puerta del Ganges’).
De acuerdo con la mitología hinduista, Haridwar es uno de los cuatro lugares donde cayó el amrita (el elixir de la inmortalidad), salpicado involuntariamente desde la jarra (kumbha), que llevaba el ave celestial Garuda, luego del samudra manthan (el batido del océano de leche).
En esos cuatro lugares ―Ujjain, Haridwar, Nasik y Praiág― se celebra el festival religioso Kumbha mela cada tres años, y una vez cada 12 años se celebra el Maha Kumbha Mela en Praiág.